# Priroda
Priroda byl modul sovětské vesmírné stanice Mir určený pro dálkový průzkum Země. K Miru byl připojen 26. dubna 1996. Probíhalo na něm měření příměsí různých látek v atmosféře, sledování globální tepelné výměny, pozorování cirkulace mraků, měření eroze, radioaktivity, sledování ekologické situace a jiná měření. Nesl též větší množství amerických přístrojů.

## Popis
Délka modulu byla 12 m, průměr 4,35 m a hmotnost 19 700 kg.
Modul nebyl vybaven solárními panely a do příletu k Miru mu elektrickou energii zajišťovalo 168 baterií. Po spojení s Mirem se připojil na jeho energetické zdroje a baterie kosmonauti naložili do lodě Progress, ve které spolu s ostatním odpadem shořely v atmosféře.